# 1665

## Събития
Голямата лондонска чумна епидемия

## Родени
- Николаус Брунс, германски композитор

## Починали
- Хун Дзъчън, китайски философ
- 12 януари – Пиер дьо Ферма, френски математик
- 19 ноември – Никола Пусен, френски художник